# Niaux
Niaux è un comune francese di 200 abitanti situato nel dipartimento dell'Ariège nella regione dell'Occitania.

## Società

### Evoluzione demografica
Abitanti censiti

## Luoghi di interesse

### Grotta di Niaux

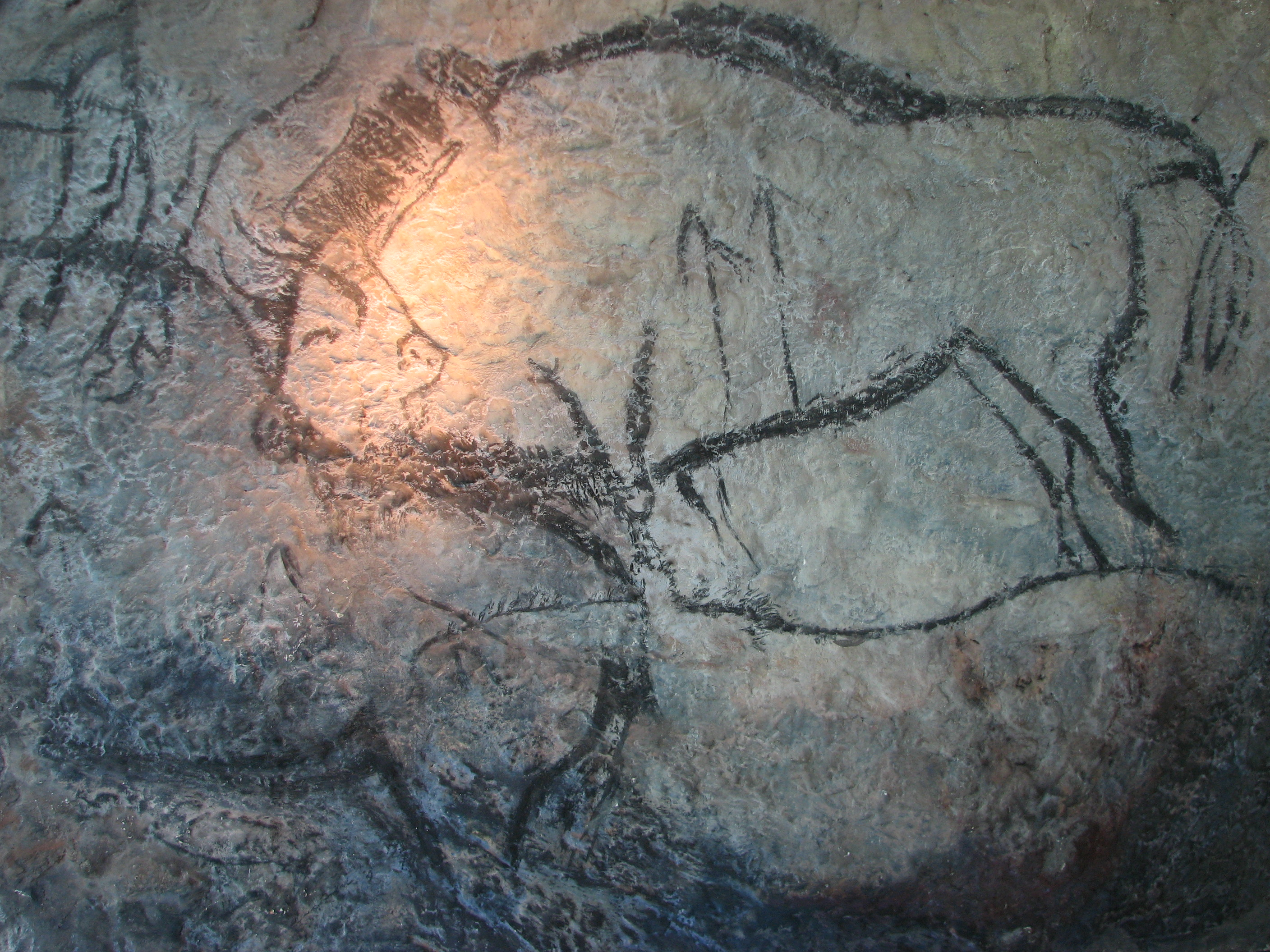
Salone nero, raffigurazione di bisonti

Le pitture della grotta di Niaux vennero scoperte nel 1906 da Cartailhac e dall'abate Breuil e sono datate all'epoca magdaleniana. Un lungo corridoio (circa 800 metri), formato dall'antico letto di un torrente glaciale, sfocia in una rotonda naturale, chiamata Salone nero. Qui è possibile ammirare le pareti decorate da un centinaio di disegni che rappresentano diversi animali. Risalenti a oltre 12.000 anni fa, queste pitture rupestri  illustrano i grandi mammiferi della fauna preistorica, fra cui bisonti, cavalli, cervi e stambecchi.